# Manuel Augusto Rodríguez
Manuel Augusto Rodríguez (n. 1945) es un ingeniero agrónomo y político argentino del Partido Justicialista, que se desempeñó como senador nacional por la provincia de Formosa entre 1999 y 2001.

## Biografía
Nacido en 1945, se recibió de ingeniero agrónomo. En política, adhirió al Partido Justicialista y en los años 1970 a la Unión de Ligas Campesinas Formoseñas, por la cual abogó por los derechos de las comunidades campesinas. Desde 1995 se desempeñó como ministro de Gobierno, Justicia y Trabajo de Formosa, designado por el gobernador Gildo Insfrán.
En diciembre de 1999 fue elegido senador nacional por la provincia de Formosa por la Cámara de Diputados provincial, con mandato hasta diciembre de 2001. Había sido candidato justicialista en las elecciones al Senado de 1998, pero el congreso provincial del Partido Justicialista, en el cual fue elegido, fue impugnado por la justicia a raíz de una interna entre Gildo Insfrán y Vicente Bienvenido Joga.
Tras su paso por el Congreso, fue designado administrador general del Instituto de Colonización y Tierras Fiscales del gobierno de Formosa, cargo que ya había desempeñado anteriormente.